# Jacinto Palacios Zaragoza
Jacinto Humberto Palacios Zaragoza (Aija, 26 de julio de 1900 - Chavin de Huántar, 2 de diciembre de 1959) fue un compositor y director de orquesta ancashino de música peruana, también conocido como el "Trovador Ancashino" o el "Bardo Aijino".

## Biografía
Nació en la villa de Aija, capital de la provincia del mismo nombre, departamento de Ancash. Desde muy pequeño, demostró habilidades para la interpretación, mientras estudiaba la primaria en el centro escolar 335 de Aija. Muy joven viajó a Huaraz donde aprendió a tocar la guitarra. Antes de cumplir los veinte era un competente guitarrista, cantautory miembro de la bohemia local. Estuvo casado con Doña Benilde Asunción Coral García, natural de Chavín de Huántar y tuvo con ella cuatro hijos.
En 1929 ganó el Certamen Nacional del Cuarto Centenario de la Fundación de Lima.
Jacinto Palacios Zaragoza ha pasado a la historia como un destacado intérprete de la música ancashina, además fue recopilador de las manifestaciones musicales.
El 13 de noviembre de 2015, el Ministerio de Cultura peruano, reconoció las obras de Jacinto Palacios Zaragoza como Patrimonio Cultural de la Nación.

## Producción musical
Jacinto Palacios tiene registrados 24 composiciones en la Asociación Peruana de Autores y Compositores (Apdayc).
Algunas de sus composiciones son: "El obrero", "Mujer andina", "Paz en mi vida", "Los consejos de tu madre","El indiecito", "Agarro mi guitarra", "Linda Peruana", "Caudillo Atusparia", "Trabajador de minas", "Todo se puede olvidar menos el primer amor" y "Adiós cordillera", "Nevado", "Huascarán", "Cordillera Blanca Cordillera Negra", "Adiós Contento", "Flor de Sierra" y la marinera "El lunar de mi china". Muchas de estas canciones fueron difundidas, en forma directa, radial y a través de grabaciones disqueras, por el conjunto ancashino Atusparia.